# 런던 친그리스 위원회
런던 친그리스 위원회(
London Philhellenic Committee, 1823–1826)는 필헬레니즘 단체로, 오스만 제국으로부터의 그리스 독립 전쟁을 지원하기 위해 설립되었다. 이 단체는 그리스에 군수품을 제공하기 위한 기금을 모금하고, 신생 그리스 정부를 안정화하기 위한 주요 대출을 통해 지원 활동을 펼쳤다. 첫 회의는 1823년 2월 28일 스트랜드의 크라운 앤 앵커 태번에서 열렸다.
이 위원회는 존 보링과 에드워드 블라키에르에 의해 설립되었다. 초기 회원으로는 개혁가 제러미 벤담과 바이런 경이 포함되었다. 다른 회원으로는 프랜시스 버뎃, 존 홉하우스, 조지프 흄, 에드워드 엘리스 그리고 데이비드 리카도가 있었다.
이 위원회의 결성을 촉발시킨 두 가지 원인이 있었다. 1822년에 캐슬레이 자작 로버트 스튜어트가 사망하고 조지 캐닝이 외무장관으로 교체되었으며, 바이런이 이 대의에 참여하게 되었다.